# Horismenus
Horismenus är ett släkte av steklar. Horismenus ingår i familjen finglanssteklar.

## Dottertaxa tillHorismenus, i alfabetisk ordning[1]
- Horismenus aeneicollis
- Horismenus albipes
- Horismenus antander
- Horismenus apantelivorus
- Horismenus ashmeadii
- Horismenus atroscapus
- Horismenus balloui
- Horismenus bennetti
- Horismenus bisulcus
- Horismenus brasiliensis
- Horismenus bruchophagus
- Horismenus butcheri
- Horismenus carolinensis
- Horismenus christenseni
- Horismenus clavicornis
- Horismenus cleodora
- Horismenus cockerelli
- Horismenus corumbae
- Horismenus cupreus
- Horismenus cyaneoviridis
- Horismenus depressus
- Horismenus distinguendus
- Horismenus elineatus
- Horismenus emperamus
- Horismenus eudami
- Horismenus floridanus
- Horismenus fraternus
- Horismenus graciliventris
- Horismenus hegelochus
- Horismenus hipparchia
- Horismenus hypatia
- Horismenus ignotus
- Horismenus latrodecti
- Horismenus lixivorus
- Horismenus macrogaster
- Horismenus metallicus
- Horismenus mexicanus
- Horismenus microgaster
- Horismenus missouriensis
- Horismenus neuquenensis
- Horismenus nigroaeneus
- Horismenus nigrocyaneus
- Horismenus nitens
- Horismenus opsiphanis
- Horismenus patagonensis
- Horismenus persimilis
- Horismenus petiolatus
- Horismenus popenoei
- Horismenus productus
- Horismenus sardus
- Horismenus seminiger
- Horismenus steirastomae
- Horismenus texanus
- Horismenus urichi